# Kladovo
Kladovo (Serbocroat ciríl·lic: Кладово) és un municipi i vila de Sèrbia pertanyent al districte de Bor.
El 2011 la seva població era de 20.635 habitants, dels quals 8.913 vivien a la vila i la resta en les 22 pedanies del municipi. La gran majoria dels habitants del municipi són ètnicament serbis (17.673 habitants), amb una minoria de valacs (788 habitants).
Està situat a la frontera amb Romania, delimitada pel riu Danubi. A l'altre costat del riu se situa la ciutat romanesa de Drobeta-Turnu Severin.

## Pedanies
- Brza Palanka
- Vajuga
- Velesnica
- Velika Vrbica
- Velika Kamenica
- Grabovica
- Davidovac
- Kladušnica
- Korbovo
- Kostol
- Kupuzište
- Ljubičevac
- Mala Vrbica
- Manastirica
- Milutinovac
- Novi Sip
- Petrovo Selo
- Podvrška
- Reka
- Rečica
- Rtkovo
- Tekija na Dunavu